# Pleasant Grove, Alabama
Pleasant Grove är en stad (city) i Jefferson County, i delstaten Alabama, USA. Enligt United States Census Bureau har staden en folkmängd på 10 117 invånare (2011) och en landarea på 25,6 km².